# گارگین دوم
عالیجناب گارگین دوم پاتریارک و جاثلیق کلیسای حواری ارمنی (ارمنی: Ն.Ս.Օ.Տ.Տ. Գարեգին Բ Ծայրագույն Պատրիարք և Կաթողիկոս Ամենայն Հայոց؛ زادهٔ ۲۱ اوت ۱۹۵۱) یک کشیش اهل ارمنستان است. وی رهبر مذهبی ارمنیان جهان می‌باشد.
وی با نام کدریچ گریگوری نرسیسیان (ارمنی: Կտրիճ Գրիգորի Ներսիսյան) در ۲۱ اوت ۱۹۵۱ در ووسکهات، آرماویر به دنیا آمد.
وی برنده جوایزی همچون نشان مسروپ ماشتوتس شده است.

## جوایز
- نشان مسروپ ماشتوتس
- نشان افتخار جمهوری ارمنستان